# Megamareta invalida
Megamareta invalida är en kackerlacksart som först beskrevs av Bei-Bienko 1941.  Megamareta invalida ingår i släktet Megamareta och familjen småkackerlackor.
Artens utbredningsområde är Filippinerna. Inga underarter finns listade i Catalogue of Life.